# Johan Stenmark
Johan Fredrik Niklas Stenmark (26 febbraio 1999) è un calciatore svedese, difensore del Trelleborg.

## Carriera
Cresciuto nel settore giovanile del Kalmar, debutta in prima squadra il 22 agosto 2018 in occasione dell'incontro di Svenska Cupen perso 3-1 contro l'Assyriska IK; un mese più tardi esordisce anche in Allsvenskan nella sconfitta per 4-0 contro il Malmö FF. Nel corso di quel campionato colleziona 8 presenze, mentre l'anno successivo non scende mai in campo a causa di un'operazione al ginocchio. La sua assenza dura circa un anno e mezzo, visto che egli torna a giocare una partita ufficiale solo il 20 settembre 2020. Nell'Allsvenskan 2021 disputa 15 partite realizzando un gol, mentre nell'edizione Allsvenskan 2022 trova spazio solo in 9 occasioni, tutte dalla panchina, complice anche un infortunio che ad agosto lo costringe ad un intervento chirurgico che gli fa chiudere anzitempo la stagione.
Il suo contratto in scadenza non viene rinnovato, così a partire dal gennaio 2023 Stenmark prosegue la carriera al Trelleborg, nel campionato di Superettan.

## Statistiche
Statistiche aggiornate al 9 maggio 2021.

### Presenze e reti nei club
| Stagione        | Squadra         | Campionato      | Campionato | Campionato | Coppe nazionali | Coppe nazionali | Coppe nazionali | Coppe continentali | Coppe continentali | Coppe continentali | Altre coppe | Altre coppe | Altre coppe | Totale | Totale | Totale |
| Stagione        | Squadra         | Comp            | Pres       | Reti       | Comp            | Pres            | Reti            | Comp               | Pres               | Reti               | Comp        | Pres        | Reti        | Pres   | Reti   |        |
| --------------- | --------------- | --------------- | ---------- | ---------- | --------------- | --------------- | --------------- | ------------------ | ------------------ | ------------------ | ----------- | ----------- | ----------- | ------ | ------ | ------ |
| 2018            | Kalmar          | A               | 8          | 0          | CS              | 1               | 0               |                    | -                  | -                  |             | -           | -           | 9      | 0      |        |
| 2020            | Kalmar          | A               | 5          | 0          | CS              | 0               | 0               |                    | -                  | -                  |             | -           | -           | 5      | 0      |        |
| 2021            | Kalmar          | A               | 12         | 1          | CS              | 0               | 0               |                    | -                  | -                  |             | -           | -           | 12     | 1      |        |
| Totale carriera | Totale carriera | Totale carriera | 25         | 0          |                 | 1               | 0               |                    | -                  | -                  |             | -           | -           | 26     | 0      |        |